# Хамбл, Род
Род Хамбл (англ. Rod Humble, род. 1 июня 1964 года, США) — американский разработчик и дизайнер компьютерных игр, бывший вице-президент компании EA Games, генеральный директор Paradox Tectonic, внутренней студии Paradox Interactive. Наиболее известен, как руководитель команды разработчиков игр The Sims 2 (с 2008 года) и The Sims 3, побивших в своё время рекорд по продажам. Род Хамбл также был исполнительным директором компании Linden Lab, известной за разработку игры Second Life. Среди игроков The Sims 2 наиболее известен, как персонаж-камео, появившийся в предпоследнем дополнении The Sims 2 — Увлечения, который подходит один раз к каждому участку с управляемой семьёй и дарит компьютер с рекламным роликом The Sims 3.

## Карьера
Род Хамбл начал заниматься разработкой и дизайном компьютерных игр с 90-х годов, работая на компанию GameTek. Позже Хамбл стал работать на компанию Virgin Interactive, где занимался дизайном игры Subspace. Следующая компания, в которой работал Род была Sony Online Entertainment, а ещё позже, будучи работником компании Infantry, работал над игрой EverQuest, помимо прочего Род Хамбл создал такие игры, как The Marriage, Stars Over Half Moon Bay и Last Thoughts of the Aurochs.
7 октября 2008 года стали известно, что Род Хамбл стал вице-президентом компании EA Games и руководителем команды разработчиков The Sims после ухода предыдущего руководителя команды — Уилла Райта, у которого возникли серьёзные разногласия с EA Games из-за ценовой политики игр The Sims. В 2010 году Род Хамбл покинул EA Games и присоединился к компании Linden Lab, принимая участие в разработке игры Second Life и в 2011 году стал исполнительным директором в компании. 24 октября Род Хамбл объявил, что покидает Linden Lab и 29 января 2015 года основал собственную компанию Chaphat, объявив, что работает над своим новым проектом Cults & Daggers.
В марте 2019 года Paradox Interactive анонсировала, что Род Хамбл возглавит их новую внутреннюю студию Paradox Tectonic в Беркли (Калифорния). 6 марта 2023 года в рамках презентации Paradox Announcement было объявлено о выходе игры Life by You с Родом Хамблом во главе команды разработчиков.

## Игры
Ниже представлен список игры, в создании которых принимал участие Род Хамбл
- Brutal: Above the Claw — дизайн
- The Humans: Meet the Ancestors — дизайн
- Wheel of Fortune Deluxe Edition — автор руководства
- Family Feud — разработка
- SubSpace — дизайн
- Nerf: N-Strike Elite — разработка
- The Sims Carnival: Bumper Blast — разработка
- Brutal: Paws of Fury — разработка
- Carrier Aces — автор идеи
- EverQuest — разработка
- Infantry — разработка
- MySims — разработка
- SimCity Societies — разработка
- Stars over Half Moon Bay — разработка
- The Divorce — разработка
- The Marriage — разработка
- The Sims 2 — разработка
- The Sims Castaway Stories — разработка
- The Sims Life Stories — разработка
- The Sims 3 — разработка
- Second Life — разработка
- Cults & Daggers — разработка
- Life by You — разработка